# Экономическая газета (издательский дом)
«Экономическая газета» — российский издательский дом, многопрофильный холдинг. Основные направления деятельности: издательский бизнес, научная деятельность, консультационные услуги, образовательная деятельность. Полное наименование — Закрытое акционерное общество "Издательский дом «Экономическая газета».
Издательский дом «Экономическая газета» является соучредителем Объединенного каталога «Пресса России».

## История
Издательский дом «Экономическая газета» создан в 1991 г. на базе еженедельника
«Экономика и жизнь». 23 августа 1991 года собрание трудового коллектива редакции газеты приняло решение о выводе ЦК КПСС из учредителей газеты. Газета была перерегистрирована с учредителем в лице журналистского коллектива. К 1993 году сформировалась структура Издательского дома «Экономическая газета», генеральным директором избран главный редактор «Экономики и жизни» Юрий Якутин. В Совет директоров вошли 15 человек — журналисты, руководители дочерних изданий. В 2005 году Юрий Якутин становится научным руководителем издательства, генеральным директором ИД назначена Татьяна Козенкова.

## Руководство
Якутин Юрий Васильевич — Председатель Совета Директоров группы компаний ИД «Экономическая газета», научный руководитель ЗАО ИД «Экономическая газета», Вице-президент Вольного экономического общества, Президент Университета менеджмента и бизнес-администрирования, член Президиума Международной Академии менеджмента, член Правления Торгово-промышленной палаты РФ, член Президиума правления Московской торгово-промышленной палаты РФ, член Координационного совета Международного Союза Экономистов, д.э.н., профессор, заслуженный деятель науки РФ, лауреат премии Правительства в области печатных средств массовой информации 2008 г. за вклад в становление и развитие экономики страны, абсолютный Лауреат конкурса «Менеджер года — 2009».
Козенкова Татьяна Андреевна — генеральный директор группы компаний ИД «Экономическая газета», Член Совета Директоров ИД «Экономическая газета», член Правления Вольного экономического общества, действительный член (академик) Международной Академии менеджмента, д.э.н., профессор, Заслуженный экономист РФ.

## Издательская деятельность
Целый ряд изданий, выпускаемых ИД «Экономическая газета» изданий, отмечен Знаком отличия «Золотой фонд прессы». В 2011 Знаком отличия были награждены 16 изданий издательства.
Газеты
- Деловой еженедельник «Экономика и жизнь» и его тематические приложения
- Российская правовая газета «эж-Юрист». Газета «эж-Юрист» выходит как в бумажном формате, так и в электронной версии
- «Юрист пенсионеру»

Журналы
- Полноцветные тематические журналы-приложения к еженедельнику «Экономика и жизнь» в сериях:
  - «Инвестиции и инновации»
  - «Деловое партнерство»
  - «Международное сотрудничество»
  - «Страна-партнер»
  - «Регион-партнер»
  - «Женщины будущей России»

Специализированные журналы:
- «Малая бухгалтерия»
- «Новая бухгалтерия»
- «Экономико-правовой бюллетень»
- «ЭЖ Вопрос-ответ»

Научно-практические журналы (включены в Перечень ВАК Архивная копия от 1 декабря 2018 на Wayback Machine):
- «Российский экономический журнал»
- «РИСК: Ресурсы, Информация, Снабжение, Конкуренция»
- «Менеджмент и бизнес-администрирование»
- «Финансовая жизнь»

Журналы по маркетингу и логистике:
- «Конъюнктура товарных рынков»
- «Российский экономический интернет-журнал» (включен в РИНЦ)

Журналы о путешествиях, приключениях и фантастике:
- «Чудеса и приключения»
- «Чудеса и приключения — детям — ЧИП»
- «Тайны и преступления»

## Другие направления деятельности
- Редакционно-издательский центр Допечатная подготовка: разработка макетов книг, буклетов, листовок, сканирование, набор, корректура материалов. Типографские услуги: ИД «Экономическая газета» сотрудничает с 80 типографиями Москвы, Подмосковья, областных центров.
- Консалтинг
- Образовательные услуги
- Маркетинговые исследования
- Научная деятельность

Научную, исследовательскую и образовательную деятельность ведет одно из подразделений холдинга — Институт исследования товародвижения и конъюнктуры оптового рынка (ИТКОР).